# Peter Suchenwirt
Peter Suchenwirt (* um 1320; † nach 1395) war ein Wappendichter des 14. Jahrhunderts.
Suchenwirt wurde im Österreichischen geboren, begleitete 1377 den Herzog Albrecht III. von Österreich auf seinem Kriegszug nach Preußen, lebte später in Wien und starb nach 1395.
Unter seinen zahlreichen Dichtungen (herausgegeben von Alois Primisser, Wien 1827) ist insbesondere die poetische Erzählung Von Herzog Albrechts Ritterschaft (Ritterzug) von Bedeutung.
1875 wurde der Suchenwirtplatz in Wien-Favoriten nach ihm benannt.

## Werke
- Von Herzog Albrechts Ritterschaft (Text in: Scriptores rerum Prussicarum, Bd. 2, Leipzig 1863, S. 161–170). Google Book
- Von Herrn Ullrich zu Walse (eLibrary Austria – eLib Volltext)
- Peter Suchenwirt’s Werke aus dem vierzehnten Jahrhunderte: ein Beytrag zur Zeit- und Sittengeschichte. Hrsg. von Alois Primisser. Wien: Wallishausser, 1827 (unveränderter Nachdruck: Wien: Geyer, 1961). Digitalisierte Ausgabe der Universitäts- und Landesbibliothek Düsseldorf